# Jacob Baart de la Faille
Pour les articles homonymes, voir La Faille.
Jacob Baart de la Faille (1886-1959), dit J.-B. de la Faille, est un juriste et critique d'art néerlandais d'expression française.
Il est l'auteur du premier catalogue raisonné des œuvres de Vincent van Gogh. Après onze ans de travaux, la première édition de cette œuvre en quatre volumes est publiée par l’éditeur van Oest de Bruxelles en 1928. En 1939, une partie du catalogue est rééditée par Hypérion à Paris. Après sa mort, son œuvre est révisée par un comité dirigé par Abraham M. Hammacher en 1970.
Son nom apparaît en 1928 dans une retentissante affaire frauduleuse concernant le marchand d'arts berlinois Otto Wacker dont il avait authentifié, avant de se rétracter, 30 tableaux, qui s'avérèrent tous des faux.
Il a publié en 1930, toujours chez van Oest, le catalogue général des faux Van Gogh, soit 174 toiles.